# Anastasiya Dabizha
Anastasiya Dabizha, död 1703, var en rumänsk adelskvinna, furstinna av Moldavien och Valakiet och hetmana av Ukraina som gift med Gheorghe Duca. 
Hon var dotter till Dumitry Buhus och Dafina Catrina och styvdotter till Eustratie Dabija, furste av Moldavien. Hon gifte sig med George Ducas, som var furste av Moldavien 1665-65, 1678-72 och 1678-83, furste av Valakiet 1674-78, och Hetman av Ukraina 1681-83. Hon var politiskt verksam och utverkade lån som finansierade hans maktinnehav i Ukraina. Hon var känd för flera uppmärksammade kärleksaffärer som betraktades som skandaler, främst med Șerban Cantacuzino.